# Ibiara
Ibiara là một đô thị thuộc bang Paraíba, Brasil. Đô thị này có diện tích 244,48 km², dân số năm 2007 là 6235 người, mật độ 25,5 người/km².